# Il mondo della luna
Il mondo della luna (Le monde de la Lune), Hob. 28/7, est un opéra bouffe de Joseph Haydn sur un livret de Carlo Goldoni en 1750, créé à Eszterháza, en Hongrie, le 3 août 1777. Le livret de Goldoni avait déjà été utilisé par six autres compositeurs, d'abord par le compositeur Baldassare Galuppi et joué à Venise au carnaval de 1750. Il a ensuite été adapté pour la version de Haydn, qui serait jouée lors des célébrations du mariage du comte Nicolas II Esterházy, le fils cadet du patron de Haydn, le prince Nikolaus Esterházy, et de la comtesse Maria Anna Wissenwolf. Il est parfois interprété comme un singspiel sous son titre allemand Die Welt auf dem Monde.

## Rôles
| Rôle                                   | Type de voix      | Première distribution, 3 août 1777 Chef d'orchestre : Joseph Haydn |
| -------------------------------------- | ----------------- | ------------------------------------------------------------------ |
| Ecclitico, un astrologue en devenir    | ténor             | Guglielmo Jermoli                                                  |
| Ernesto, un cavalier                   | contralto castrat | Pietro Gherardi                                                    |
| Buonafede                              | baryton           | Benedetto Bianchi                                                  |
| Clarice, fille de Buonafede            | soprano           | Catarina Poschwa                                                   |
| Flaminia, une autre fille de Buonafede | soprano           | Marianne Puttler                                                   |
| Lisetta, demoiselle de Buonafede       | mezzo-soprano     | Maria Jermoli                                                      |
| Cecco, serviteur d'Ernesto             | ténor             | Léopold Dichtler                                                   |
| Quatre savants et nobles               |                   |                                                                    |

Les rôles d'Ecclitico et de Lisetta ont été écrits pour Guglielmo Jermoli et sa femme Maria Jermoli, mais ils ont quitté Eszterháza peu avant la première.
L'opéra est écrit pour deux hautbois, deux bassons, deux cors, deux trompettes, timbales, cordes et basse continue .

## Synopsis

### Acte 1
Une terrasse dans la maison du faux astronome Ecclitico ; une tour d'observation avec un télescope. Une nuit étoilée, avec la pleine lune
Ecclitico et ses quatre étudiants chantent un hymne à la Lune, et Ecclitico se vante de la façon dont il peut duper les idiots – comme Buonafede, qui apparaît maintenant. Buonafede n'a aucune idée de ce qu'est la Lune. Ecclitico lui explique qu'à travers son puissant télescope, il pourra voir la surface transparente de la Lune à travers les maisons et pourra espionner les femmes pendant qu'elles se déshabillent avant d'aller se coucher. Buonafede tente alors de voir la Lune à travers le télescope d'Ecclitico tandis que les serviteurs d'Ecclitico déplacent des caricatures devant l'objectif du télescope. L'astuce fonctionne : Buonafede décrit ce qu'il pense avoir vu : une très belle jeune fille caressant un vieil homme, un mari prêt à punir sa femme pour son infidélité, et un homme qui domine complètement son amante. Il récompense Ecclitico avec des pièces et des feuilles.
Seul, Ecclitico songe que ce n'est pas l'argent du vieil homme qu'il veut, mais épouser sa fille Clarice. Ernesto, un noble amoureux de Flaminia, la sœur de Clarice, et son serviteur Cecco (amoureux de la servante de Buonafede, Lisetta) rejoignent maintenant Ecclitico. Buonafede a l'intention de marier les sœurs à de riches prétendants.
Ecclitico assure à Ernesto et Cecco qu'avec un peu d'argent toutes leurs difficultés seront résolues. Dans un air plus grave ("Begli occhi vezzosi"), Ernesto chante les yeux de Flaminia et attend avec impatience le moment où les deux vont passer leur vie ensemble. Cecco, pour sa part, est convaincu que tout le monde joue à un jeu et rappelle avec insistance le côté comique de la vie.
Une chambre dans la maison de Buonafede
Les sœurs Clarice et Flaminia rêvent d'échapper à leur père tyrannique. Dans un grand air, Flaminia reconnaît que même si la raison doit dominer l'âme, lorsque l'amour intervient, il prend le contrôle. Buonafede se moque de l'entêtement de Clarice mais elle répond en le menaçant de se trouver un mari s'il n'est pas capable de lui en fournir un. Les deux sœurs se différencient nettement : Clarice a les pieds sur terre et ses airs sont empreints d'un pragmatisme déterminé. Buonafede invite Lisetta (la servante de ses filles) à partager les merveilles qu'il a vues à travers le télescope, dans le but de la conquérir. Intéressée par son argent, elle le rassure de son amour pour lui, de sa fidélité et de ses vertus dont aucune n'est vraie. Ecclitico arrive et dit à Buonafede que l'Empereur de la Lune l'a invité à sa cour. En buvant un élixir, il sera transporté sur la Lune. Buonafede est tenté de voyager avec lui et, par conséquent, demande de l'alcool. Ecclitico accepte et, feignant d'en boire la moitié, donne le reste à Buonafede qui le boit, s'endort et rêve de s'envoler vers la Lune. Clarice et Lisetta croient d'abord qu'il est mort, puis se consolent de l'héritage qu'elles vont recevoir.

### Acte 2
Le jardin d'Ecclitico, décoré pour convaincre Buonafede qu'il est sur la Lune
Ecclitico et Ernesto discutent de l'avancement de leur complot, et quand Buonafede se réveille, il est convaincu qu'il est sur la Lune. Il est diverti par un ballet et vêtu de robes élégantes. Ecclitico lui dit qu'il sera rejoint par ses filles et sa servante. Selon la coutume lunaire, les femmes seront douces. Cecco apparaît déguisé en Empereur de la Lune, avec Ernesto en étoile Hesperus. Buonafede, ravi de la vie sur la Lune, est diverti par un autre ballet. Lorsque Lisetta entre, Buonafede essaie de la courtiser, mais Cecco lui demande de devenir impératrice de la lune. Lisetta, pas tout à fait au courant de l'intrigue, est d'abord perplexe. Les deux filles arrivent et rendent hommage à l'Empereur lors d'une cérémonie absurde. Flaminia s'en va avec Ernesto et Clarice avec Ecclitico, tandis que Cecco se prépare à couronner Lisetta comme impératrice. Dans la confusion de la mascarade, Buonafede est amené à consentir aux trois mariages, réalisant seulement qu'il a été dupé quand il est trop tard.

### Acte 3
Une chambre dans la maison d'Ecclitico
Les conspirateurs, de retour en tenue normale, ont enfermé Buonafede dans sa propre maison – le prix de sa liberté sera le pardon pour ses filles et leurs dots. Enfin il cède.
Une nuit étoilée avec une pleine lune
Clarice et Ecclitico chantent leur amour. Buonafede se repent de sa sévérité précédente, tous se réjouissent et célèbrent.

## Musique
L'ouverture en ut majeur se distingue par sa longue section de développement et son caractère symphonique. Réutilisé avec une orchestration réduite comme premier mouvement de sa Symphonie n° 63, il se termine dans l'opéra sur une cadence ouverte.
Tout au long de l'opéra, la tonalité de mi bémol est associée à la lune ; le XVIIIe siècle associait souvent cette tonalité à l'obscurité et au sommeil.
Les critiques ont particulièrement loué les airs nobles que Haydn écrit pour ses personnages sérieux Flaminia et Ernesto et la musique évocatrice pour le vol vers la lune dans l'acte 1. Plusieurs numéros (vocaux et instrumentaux) combinent une mesure à 3 temps et un tempo lent à modéré. L'air de Flaminia "Ragion nell'alma siede" au premier acte est typique de l'Opera seria par sa forme et son caractère virtuose, tandis que "Se lo comanda" de Lisetta à l'acte 2 mélange les styles comique et sérieux.
Les intermèdes que forment la sinfonia et le ballet de l'acte 2 créent un monde imaginaire à travers des cors et des bassons jouant en dehors de la scène et des harmoniques de cordes. En revanche, la sinfonia en sol mineur qui commence l'acte 3 dépeint la rage intérieure du Buonafede dupé.
Haydn a réutilisé des parties de l'opéra dans sa série de trios pour flûte, violon et violoncelle (Hob IV:6-11) et "Qualche volta non fa male" d'Ernesto devient le Benedictus de la Messe de Mariazeller (Hob XXII:8).

## Historique des performances
L'opéra a été dirigé par Carlo Maria Giulini au Holland Festival en 1959, la production étant également vue et télévisée du Festival d'Aix-en-Provence en juillet de la même année, où Luigi Alva, Michel Hamel et Mariella Adani figuraient parmi le casting. Dirigé par Sergiu Comissiona, il a été joué dans une mise en scène d'Etienne Glaser à Drottningholm en août 1969, avec Margareta Hallin, Birgit Nordin comme filles, Erik Saedén comme Ernesto, Jonny Blanc comme Ecclitico et Claes-Håkan Ahnsjö comme Cecco.
The English Players de Jeff Clarke a relancé l'opéra en 1992, et de nombreuses autres petites compagnies d'opéra étudiantes l'ont fait. L'Opera della Luna de Clarke, du nom de la pièce, a présenté l'œuvre au Festival d'opéra d'Ilford en 2006.
Plus récemment une coproduction a été vue au Staatsoper de Berlin et au Festival d'Innsbruck en 2002 sous la direction de René Jacobs, l'œuvre a été présentée dans le cadre du Festival de Drottningholm en 2008, et a été produite à Vienne en décembre 2009, sous la direction de Nikolaus Harnoncourt, avec Vivica Genaux . Le Gotham Chamber Opera a présenté Il mondo della luna au Hayden Planetarium à New York en janvier 2010, transformant le planétarium en un opéra grâce au dôme à 180 degrés et aux projections de la NASA ; sous la direction de Diane Paulus.
Depuis décembre 2013, une production de cette œuvre fait partie du répertoire du Théâtre musical de chambre de Moscou du nom de Boris Pokrovsky. En octobre/novembre 2014, l' English Touring Opera a fait tourner une nouvelle production de l'œuvre, intitulée Life on the Moon, dans toute l'Angleterre,. à l'été 2022, Bampton Classical Opera présentera l'opéra dans une nouvelle traduction anglaise sous le titre "Fool Moon" avec un jeu de mots sur "Full Moon" (pleine lune).

## Enregistrements
- Audio - Domenico Trimarchi (Buonafede), Edith Mathis (Clarice), Arleen Auger (Flaminia), Frederica von Stade (Lisetta), Lucia Valentini Terrani (Ernesto), Luigi Alva (Ecclitico), Anthony Rolfe Johnson (Cecco), Lausanne Chamber Orchestra et le Chœur de la Radio Suisse Romande, dirigé par Antal Doráti (Philips, 1978; rééd. Philips Classics, 1992). Pour plus de détails, voir Il mondo della luna (enregistrement Antal Doráti)
- Vidéo - Dietrich Henschel (Buonafede), Christina Landshamer (Clarice), Anja-Nina Bahrmann (Flaminia), Maite Beaumont (de) (Lisetta), Vivica Genaux (Ernesto), Bernard Richter (Ecclitico), Markus Schäfer (Cecco), Concentus Musicus Wien, dirigé par Nikolaus Harnoncourt, produit par Tobias Moretti (Unitel Classica, 2009)

## Source
- (en) Cet article est partiellement ou en totalité issu de l’article de Wikipédia en anglais intitulé « Il mondo della luna » (voir la liste des auteurs).